# St. Petrus (Berlin-Wilmersdorf)

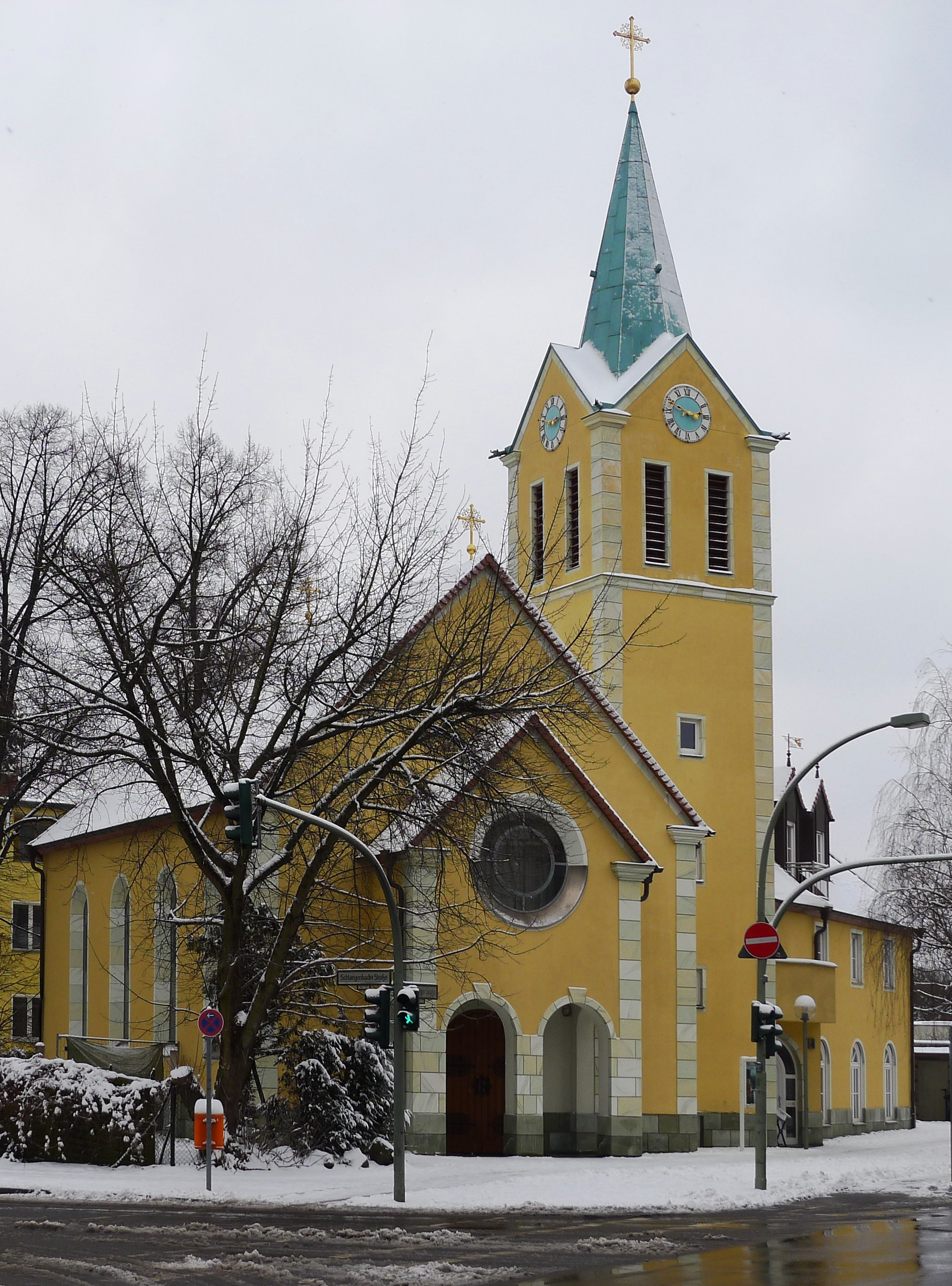
St. Petrus in Berlin-Wilmersdorf

St. Petrus ist eine Prioratskirche der Priesterbruderschaft St. Pius X. Sie liegt an der Dillenburger Straße im Berliner Ortsteil Wilmersdorf. In seinem äußeren Erscheinungsbild lehnt sich der geostete Kirchbau an die eklektizistisch-historisierende Formensprache an.

## Geschichte des Kirchbaus
Die St.-Petrus-Kirche ist Eigentum der Priesterbruderschaft St. Pius X. Diese feiert die Liturgie in der bis 1970 in der römisch-katholischen Kirche geltenden Form des römischen Ritus.
In den Jahren 1978–1979 wurde von der Priesterbruderschaft in Zusammenarbeit mit einer Gruppe engagierter Laien um den Kunsthistoriker Peter Metz, die den liturgischen Reformen der katholischen Kirche kritisch gegenüberstanden, eine Gemeinde in Berlin gegründet. Seither wurden zirka alle vier Wochen und an hohen Feiertagen Messen nach dem Missale Romanum von 1962 angeboten, lange Zeit in der dafür angemieteten evangelischen Dorfkirche Schöneberg. Mit der steigenden Zahl von Gläubigen wuchs auch das Bedürfnis nach einer eigenen Kirche, die von 2002 bis 2005 errichtet wurde. Bis zur Fertigstellung der Petruskirche diente ab 1985 ein ehemaliges Offizierskasino am Mehringdamm als eigener Gottesdienstraum.
Da die Piusbruderschaft keinen staatlich anerkannten Status als Körperschaft des öffentlichen Rechts hat, erhält sie keine Einnahmen aus Kirchensteuern. Daher wurde die Kirche ausschließlich durch Spenden und Kredite der Gläubigen finanziert.
Nachdem die Priesterbruderschaft in der Nähe des Breitenbachplatzes ein Baugrundstück für einen Kirchneubau erwerben konnte, begann der Kirchbau 2002 unter der Leitung des Architekten Hermann Feller und wurde 2005 von dem Architekten Michael Kaune vollendet. Nachdem die Schulden getilgt waren, wurde die Kirche vom Generaloberen der Piusbruderschaft, Bernard Fellay, am 25. Mai 2013 geweiht.

## Innenraum

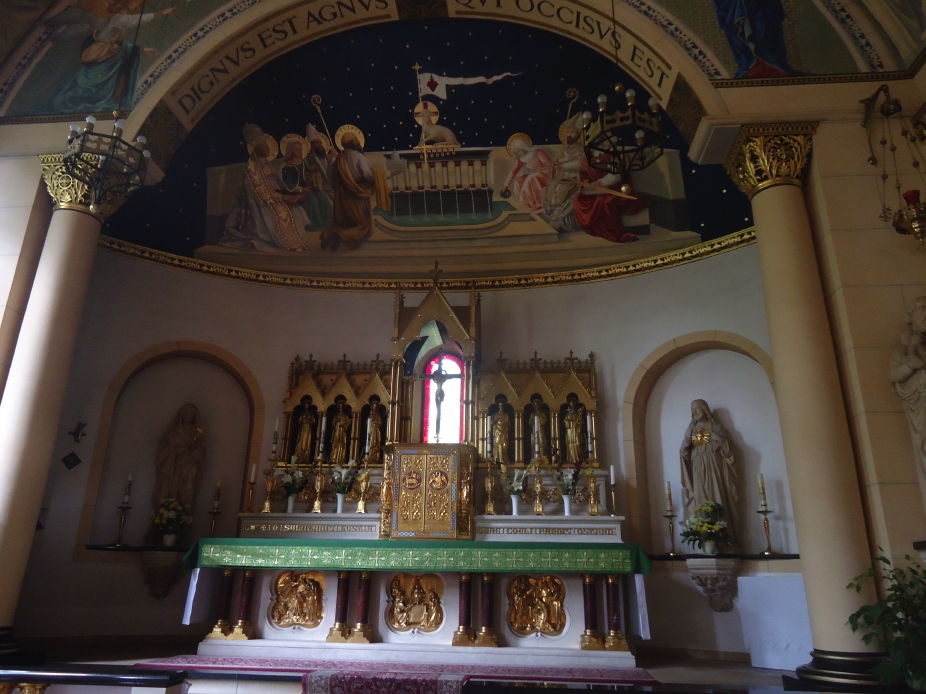
Der Altar

Die Ausstattung wurde überwiegend aus dem Bestand ehemaliger Kirchen gekauft, etwa ein vier Meter breiter Altar aus dem Jahr 1754, der aus einer früheren Jesuitenkirche in Brüssel stammt.
Das vierjochige tonnengewölbte Kirchenschiff ist mit Wand- und Deckenausmalung in Formen der Renaissance des Kirchenmalers Ralf Lürig versehen. Über dem Seitenschiff befindet sich eine Empore, die in die Orgelempore über dem Eingangsbereich übergeht.
Vom Mittelgang aus führt eine Stufe zu den Kommunionbänken. Vor der Apsis erhebt sich ein von Säulen eingerahmter Baldachin. Der Bogen der Apsis trägt über einer Darstellung der Anbetung des apokalyptischen Lamms die Inschrift „Dignus est Agnus qui occisus est [accipere virtutem, et divinitatem, et sapientiam, et fortitudinem, et honorem]“ (‚Würdig ist das Lamm, das geschlachtet ist [Macht zu empfangen, Reichtum und Weisheit, Kraft und Ehre, Lob und Herrlichkeit]‘), aus Offenbarung 5,12 .

## Keates-Orgel
Die um 1900 vom englischen Orgelbauer Albert Keates geschaffene Pfeifenorgel mit 16 klingenden Registern und 816 Pfeifen, verteilt auf zwei Manuale und Pedal, wurde 2005 vom Priorat St. Petrus erworben. Sie stammte aus einer aufgegebenen Kirche in England und wurde durch die Orgelbauwerkstatt Ziegltrum aus Mallersdorf-Pfaffenberg (Niederbayern) restauriert. Das Windwerk wurde mit einem elektrischen Gebläse nachgerüstet. Die Orgel wurde im Februar 2009 fertig aufgestellt und im März 2009 eingeweiht.
Das Instrument hat folgende Disposition:
| I Great C–c4  |    |
| Open Diapason | 8′ |
| Clarabella    | 8′ |
| Dulciana      | 8′ |
| Principal     | 4′ |
| Wald Flute    | 4′ |
| Fifteenth     | 2′ |
| Clarinet      | 8′ |

| II Swell C–c4 |    |
| Open Diapason | 8′ |
| Gedact        | 8′ |
| Viol Di Gamba | 8′ |
| Voix Celestes | 8′ |
| Gemshorn      | 4′ |
| Cornopeon     | 8′ |
| Oboe          | 8′ |

| Pedal C–f1 |     |
| Bourdon    | 16′ |
| Bass Flute | 08′ |

- Koppeln:
  - Normalkoppeln: II/I, I/P, II/P
  - Oktavkoppeln

## Glocken
Die Glocken der St.-Petrus-Kirche wurden 2002 von der österreichischen Glockengießerei Grassmayr in Innsbruck gegossen. Sie bestehen aus Bronze. Die Glockenweihe fand am 1. April 2002 statt und wurde von Bischof Bernard Fellay vollzogen.
Die Glocken, die nach Jesus Christus, der Mutter Gottes sowie den Heiligen Josef und Liborius benannt sind, tragen Bilder derselben. Die Christusglocke hat kein Bild.
| Glocke         | Durchmesser | Gewicht | Schlagton | Lateinische Inschrift | Übersetzung der lateinischen Inschrift |
| -------------- | ----------- | ------- | --------- | --------------------- | -------------------------------------- |
| Christusglocke | 116 cm      | 960 kg  | f'        | REX GLORIAE           | König der Herrlichkeit                 |
| Marienglocke   | 096 cm      | 560 kg  | as'       | GRATIA IN LABIIS TVIS | Anmut ist ausgegossen auf deine Lippen |
| Josephsglocke  | 086 cm      | 385 kg  | b'        | DOMINVS DOMVS DEI     | Hüter des Hauses Gottes                |
| Liboriusglocke | 075 cm      | 250 kg  | des"      | GLORIA LIBORII        | Ruhm des hl. Liborius                  |

## Gemeindeleben
Zweimal täglich wird die heilige Messe nach dem Missale Romanum von 1962 gefeiert, sonntags ein gesungenes Amt sowie eine Früh- und eine Abendmesse. Es gibt eine Kinderkatechese und für Jugendliche die Katholische Jugendbewegung (KJB), ferner Konvertiten-/Katechumenenunterricht, Beichtgelegenheiten und Zeit zur persönlichen Aussprache.